# Гамбург-Курслак
Курслак (нім. Curslack) — частина району Бергедорф вільного та ганзейського міста Гамбург. Це одна із чотирьох частин району Бергедорф, які разом утворюють місцевість Фірланде. Частини старого села знаходяться під охороною пам'ятників.